# Partito Socialdemocratico di Croazia
Il Partito Socialdemocratico di Croazia (in croato: Socijaldemokratska partija Hrvatske - SDP) è un partito politico croato fondato nel 1990, dopo la dissoluzione della Lega dei Comunisti di Croazia; inizialmente designato come Partito dei Cambiamenti Democratici (Stranka demokratskih promjena - SDP), fu rinominato nel 1993, mentre nel 1994 incorporò un distinto "Partito Socialdemocratico di Croazia" (Socijaldemokratska stranka Hrvatske – SDSH), nato anch'esso nel 1990.

## Storia
Alle elezioni generali del 1990, SDP si ritrovò all'opposizione, pur avendo conseguito il 35% dei voti ed eletto 20 deputati su 80 nella Camera sociopolitica del Parlamento croato (la più importante camera delle tre camere parlamentari secondo la Costituzione croata del 1974; il Parlamento divenne bicamerale in conformità alla Costituzione del 22 dicembre 1990 e monocamerale con le modifiche costituzionali del 2001). Il sistema elettorale (sistema maggioritario con ballottaggio nei collegi uninominali), infatti, favoriva il partito più votato, che in quelle elezioni fu l'Unione Democratica Croata (HDZ), nazionalisti radicali. Penalizzata dallo scontro tra SDP e HDZ fu la coalizione centrista Coalizione dell'Accordo Popolare (Koalicija narodnog sporazuma, KNS), comprendente liberali (Partito Social-Liberale Croato, HSLS) di centro, socialdemocratici "indipendenti"
di centro-sinistra (Social Democratici di Croazia (SDSH o SDH, poi confluito nel SDP), democratici cristiani e cristiano-conservatori moderati di centro-destra (Partito Democratico Croato e Partito Democratico Cristiano Croato, confluiti poi nell'Unione Democratica Cristiana Croata), parte del Partito Rurale Croato - partito agrario, e numerosi candidati indipendenti moderati come Savka Dabčević-Kučar e Miko Tripalo; che pur conquistando il 15% dei voti si ritrovò con appena 3 deputati.
SDP rimase all'opposizione dal 1990 al 2000, sempre con governi guidati da esponenti di HDZ. Alle politiche del 1992, del resto, SDP ottenne appena il 5,5% dei voti ed elesse 11 deputati su 138. Alle politiche del 1995, i Socialdemocratici salirono all'8,9% dei voti ed ottennero 10 deputati.
Alle politiche del 2000, SDP si presentò in coalizione con il Partito Social-Liberale Croato (HSLS). La coalizione ottenne il 38,7% dei voti ed elesse 71 deputati, 47 dei quali andarono ai socialdemocratici. Il governo, guidato dal socialdemocratico Ivica Račan, perse, nel 2002, il sostegno di parte dei deputati liberal-sociali e nel 2003 si tornò alle urne.
Alle elezioni anticipate del 2003 SDP si alleò con la Dieta Democratica Istriana, il Partito dei Liberal Democratici ed il Partito Liberale. La lista unitaria ottenne il 22,6% dei voti ed elesse 43 deputati, 34 dei quali andarono a SDP. Il partito ritornò dunque all'opposizione di un governo composta da HDZ e HSLS.
Alle elezioni parlamentari del 2007 SDP si presentò autonomamente ottenendo il 31,2% e 56 seggi. Però HDZ grazie ai seggi ottenuti dall'estero riuscì a formare un nuovo governo con HSS, SDSS, HSLS e HSU.
Alle elezioni presidenziali del 2009-10, il candidato di SDP Ivo Josipović, ha ottenuto il 32,4% al primo turno e passando al secondo turno, dove ha ottenuto il 60,3% dei voti, battendo così Milan Bandić, candidato indipendente e venendo nominato presidente della Croazia
Alle elezioni parlamentari del 2011 SDP si presentò all'interno della Coalizione Kukuriku (insieme al Partito Popolare Croato - Liberal Democratici, alla Dieta Democratica Istriana e al Partito Croato dei Pensionati).
Kukuriku ha ottenuto il 40,4% dei voti (81 seggi, di cui 61 a SDP) sconfiggendo nettamente HDZ (che dopo l'arresto del premier Ivo Sanader era stata sconvolta da scandali finanziari) e formando il nuovo governo guidato dal leader di SDP Zoran Milanović.
Alle elezioni europee del 2019 ha ottenuto 200.976 voti, cioè il 18,71% riuscendo a eleggere 3 eurodeputati.

## Presidenti
| N° | Leader | Leader                               | Inizio mandato    | Fine mandato      | Durata               |
| -- | ------ | ------------------------------------ | ----------------- | ----------------- | -------------------- |
| 1  |        | Ivica Račan (1944–2007)              | 3 novembre 1990   | 11 aprile 2007    | 16 anni e 159 giorni |
| —  |        | Željka Antunović (1955) (ad interim) | 11 aprile 2007    | 2 giugno 2007     | 52 days              |
| 2  |        | Zoran Milanović (1966)               | 2 giugno 2007     | 26 novembre 2016  | 9 anni e 177 giorni  |
| 3  |        | Davor Bernardić (1980)               | 26 novembre 2016  | 6 luglio 2020     | 3 anni e 223 giorni  |
| —  |        | Zlatko Komadina (1958) (ad interim)  | 6 luglio 2020     | 3 ottobre 2020    | 0 anni e 89 giorni   |
| 4  |        | Peđa Grbin (1979)                    | 3 ottobre 2020    | 21 settembre 2024 | 3 anni e 354 giorni  |
| 5  |        | Siniša Hajdaš Dončić (1974)          | 21 settembre 2024 | in carica         | 0 anni e 283 giorni  |